# 多田氏
多田氏（ただし）は、清和源氏の流れをくむ一族。摂津国川辺郡多田より発祥。家紋は獅子牡丹など。

## 概要
平安時代中期に摂津国川辺郡多田の地に武士団を形成した源満仲が「多田」を号したことから始まる。その後、多田の地は満仲の長子であった頼光とその子・頼国が継承し、頼国の五男・頼綱以降、嫡流が「多田」を号した。
頼綱以降では馬場氏族や山県氏族といった庶流を輩出しており、嫡流にあたる多田氏の系統は清和源氏一族の最も古い所領である多田の地を200年余りに渡って相続したが、源平争乱期に惣領であった多田行綱が源頼朝に疎まれ多田荘の所領を没収されると衰退し、以後一族の動向を伝える史料は断片的なものとなっている（行綱以前については多田源氏の項目も参照）。
多田氏の衰退後、『続群書類従』収録の「多田系図」などによると源兼綱の子である源頼兼（『尊卑分脈』では源頼政の次男とされる）が多田氏を再興し、伊豆国を地盤として鎌倉幕府とも繋がりを持ったとされる。この流れを伊豆多田氏と呼び、室町期には摂津国と伊豆国に領土を安堵されるが、永正年間（1504年 - 1520年）の足利将軍家家督争いで足利義稙側に付き没落したという。しかし、この伊豆多田氏については系譜や事跡に不明な点が多く実像がはっきりしていない。

## 鎌倉時代
鎌倉時代初期の多田経実に始まり大和の国人（衆徒）として存続した多田氏は源満仲の後裔と伝え代々佐比山城に拠ったが、別族とも取れる記述が見られるなど系譜が明確でない。また、大江広元の舅（）であった多田仁綱は『安中坊系譜』によれば摂津国多田郷吉川村の出身で、源満仲の弟源満成の長男、左近将監満信の後胤であるという。仁綱の娘は広元との間に大江親広（寒河江氏の祖）を儲けているが、仁綱の名は『尊卑分脈』などの系図に見えていない。

## 南北朝時代
南北朝時代には、多田頼貞、多田貞綱、多田義基などが南朝方の武将として活動しているが、その明確な系譜は未詳である（『尊卑分脈』には多田頼盛の三男高頼の後裔に頼貞、貞綱の名が見える）。

## 戦国時代
戦国時代には、源満快の子孫とされる摂津国宿野城の多田氏や、甲斐武田氏家臣の足軽大将に甲斐多田氏の多田三八郎（多田満頼）がいる。三八郎は頼光流とする一方で源満季の後裔であるとの説が見られるが、『尊卑分脈』などの系図では満季、満快の後裔に「多田」を号す者は確認できない。その他、加賀一向一揆の大将であった河合宣久（多田政晴）や摂津国上津城に拠った多田春正などが多田氏の一族と伝えている。

## 江戸時代
多田三八郎の子孫には諸説あるが、いずれも江戸時代には三八郎の子孫が旗本に列した。